# عناكب صيادة
العناكب الصيادة (الاسم العلمي: Sparassidae) هي فصيلة تتبع رتيبة العناكب الحديثة من رتبة العناكب.

## أجناس
- العنكبوت الصياد (الاسم العلمي:Eusparassus)